# Грохот барабанний
Грохот барабанний (рос. грохот барабанный, англ. cylinder screen, trommel screen; нім. Trommelsieb n) — грохот, просіювальна (просіююча) поверхня якого утворена стінками циліндричного або конічного обертового барабана.
Застосовуються барабанні грохоти з одним або декількома концентрично встановленими барабанами. Просіювальна поверхня виготовляється з тканих, металевих або штампованих листових сит з круглими, квадратними або подовженими отворами.
Грохоти ГЦЛ з циліндричним барабаном мають просіювальну поверхню у вигляді багатозахідної гвинтової стрічки Т-подібного перетину.

## Конструкція

Барабанні грохоти в залежності від форми барабана можуть бути циліндричними (рис. а) або конічними (рис. б).
Бічна (просіювальна) поверхня барабана може бути утворена перфорованими сталевими листами, сіткою або багатозахідною спіраллю. Вісь циліндричного барабана нахилена до горизонту під кутом від 1 до 14º, а вісь конічного — горизонтальна. Вихідний матеріал завантажується всередину барабана на верхньому кінці і внаслідок обертання та нахилу переміщується поздовж осі барабана.
Рух матеріалу в барабанному грохоті схематично показаний на рис. Під дією сили тертя матеріал захоплюється внутрішньою поверхнею обертового барабана і потім скочується вниз. Скочування матеріалу відбувається під певним кутом до його площини обертання, що є наслідком нахилу осі барабана. Таким чином матеріал просувається вниз уздовж осі барабана.
Далі цикл повторюється і матеріал рухається по зигзагоподібній лінії. При переміщенні матеріалу по просіювальній поверхні дрібні класи провалюються через отвори, крупні — вивантажуються з барабана на нижньому кінці.
Частота обертання барабана обмежена, тому що при великих частотах відцентрова сила притискає матеріал до робочої поверхні і грохочення стає неможливим. Частота обертання барабанних грохотів звичайно вибирається менше критичної — в межах 0,25 — 0,5 Nкр, де Nкр — критична частота обертання, хв–1

## Окремі конструктивні рішення барабанних грохотів
Барабанні грохоти виготовляють також для розділення матеріалу на декілька класів. При цьому сито барабана збирається з декількох секцій, розміри отворів яких збільшуються в напрямку до розвантажувального кінця (рис. а). Друге конструктивне рішення передбачає розташування сит у вигляді концентричних кіл (рис. б), розміри отворів сит зменшуються від центру до периферії. Можливі комбінації з використанням двох конструктивних рішень.
Застосовуються також призматичні барабанні грохоти — бутари, робоча поверхня яких складається з шести або восьми плоских сит, що створюють бокову поверхню у формі призми або зрізаної піраміди.
Конічні барабанні грохоти — бутари застосовуються в основному у циклах подрібнення (вловлювання скрапу і крупних грудок руди зі зливу млинів) і промивки (промивання легко- і середньопромивних руд, а також відділення шламів від дезинтегрованого в скруберах матеріалу).
Різновидом барабанних грохотів є циліндричний грохот, що використовується в операціях попереднього грохочення вугілля. Робоча поверхня грохота являє собою багатозахідну спіраль з витками, що мають Т-подібну форму. Відстань між витками може бути 50, 70 і 100 мм залежно від необхідної крупності підрешітного продукту.
Барабанні грохоти прості за конструкцією і надійні в експлуатації. Основні їх недоліки — крихке подрібнення матеріалу в процесі грохочення, громіздкість та мала ефективність грохочення.
Грохоти циліндричні типу ГЦЛ-1 і ГЦЛ-3 рекомендується застосовувати в операціях попереднього грохочення при наявності у вихідному вугіллі грудок розміром не більше 250 мм (для ГЦЛ-1) і 500 мм (для ГЦЛ-3).

## Технічні характеристики барабанних грохотів

.

Технічні характеристики барабанних грохотів